# Lei da Mordaça de Porto Rico
A Lei 53 de 1948, mais conhecida como Lei da Mordaça, (em inglês:  Gag Law, em castelhano:  Ley de La Mordaza) foi um ato promulgado pelo legislativo de Porto Rico em 1948, com o objetivo de suprimir o movimento pela independência de Porto Rico. O ato tornou crime possuir ou exibir uma bandeira porto-riquenha, cantar uma música patriótica, falar ou escrever sobre a independência, ou encontrar-se com qualquer pessoa ou realizar qualquer assembleia em favor da independência porto-riquenha. Foi aprovada por uma legislatura dominada predominantemente por membros do Partido Popular Democrático (PPD), que apoiava o desenvolvimento de um status político alternativo para a ilha. O projeto foi sancionado em 10 de junho de 1948 por Jesús T. Piñero, governador indicado pelos Estados Unidos. Os opositores tentaram, mas não conseguiram, declarar a lei inconstitucional pela Suprema Corte dos Estados Unidos.
A lei permaneceu em vigor por nove anos até 1957, quando foi revogada na base de que era inconstitucional como protegido pela liberdade de expressão dentro do Artigo II da Constituição de Porto Rico e da Primeira Emenda da Constituição dos Estados Unidos.